# Swiss Indoors 1994
Lo Swiss Indoors 1994, noto anche come Davidoff Swiss Indoors per motivi di sponsorizzazione, è stato un torneo di tennis giocato sul cemento. È stata la 25ª edizione del torneo e faceva parte della categoria World Series nell'ambito dell'ATP Tour 1994. Si è giocato a Basilea in Svizzera dal 26 settembre al 3 ottobre 1994.

## Campioni

### Singolare maschile
Wayne Ferreira ha battuto in finale  Patrick McEnroe con il punteggio di 4–6, 6–2, 7–6(7) 6–3

### Doppio maschile
Patrick McEnroe /  Jared Palmer hanno battuto in finale  Lan Bale /  John-Laffnie de Jager con il punteggio di 6–3, 7–6